# Germanair

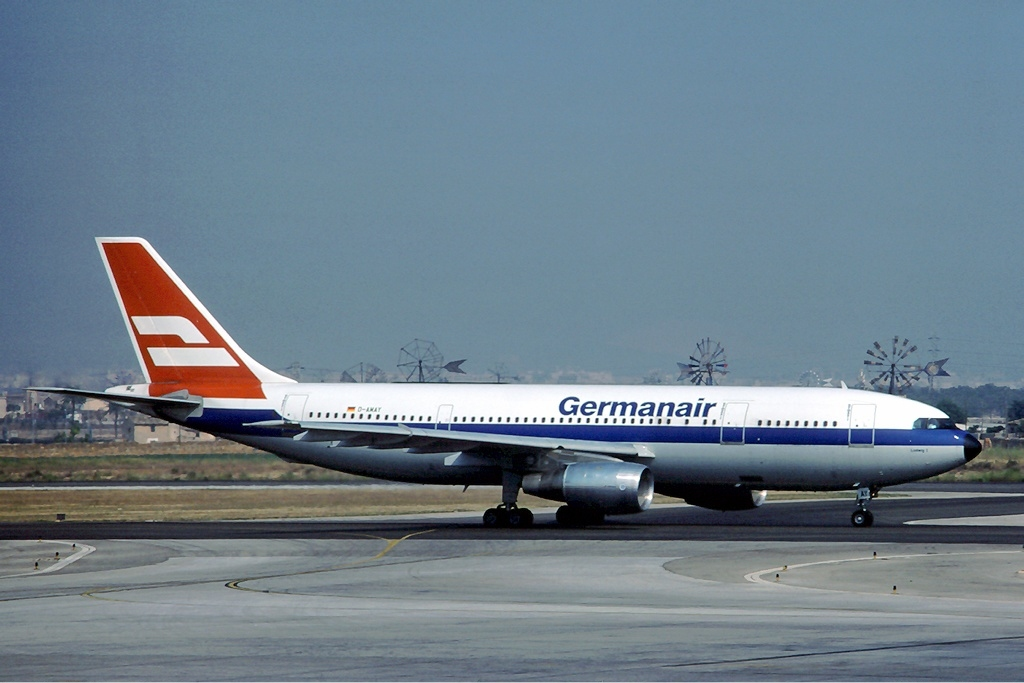
Airbus A300 Germanair, Palma de Mallorcas flygplats 1976

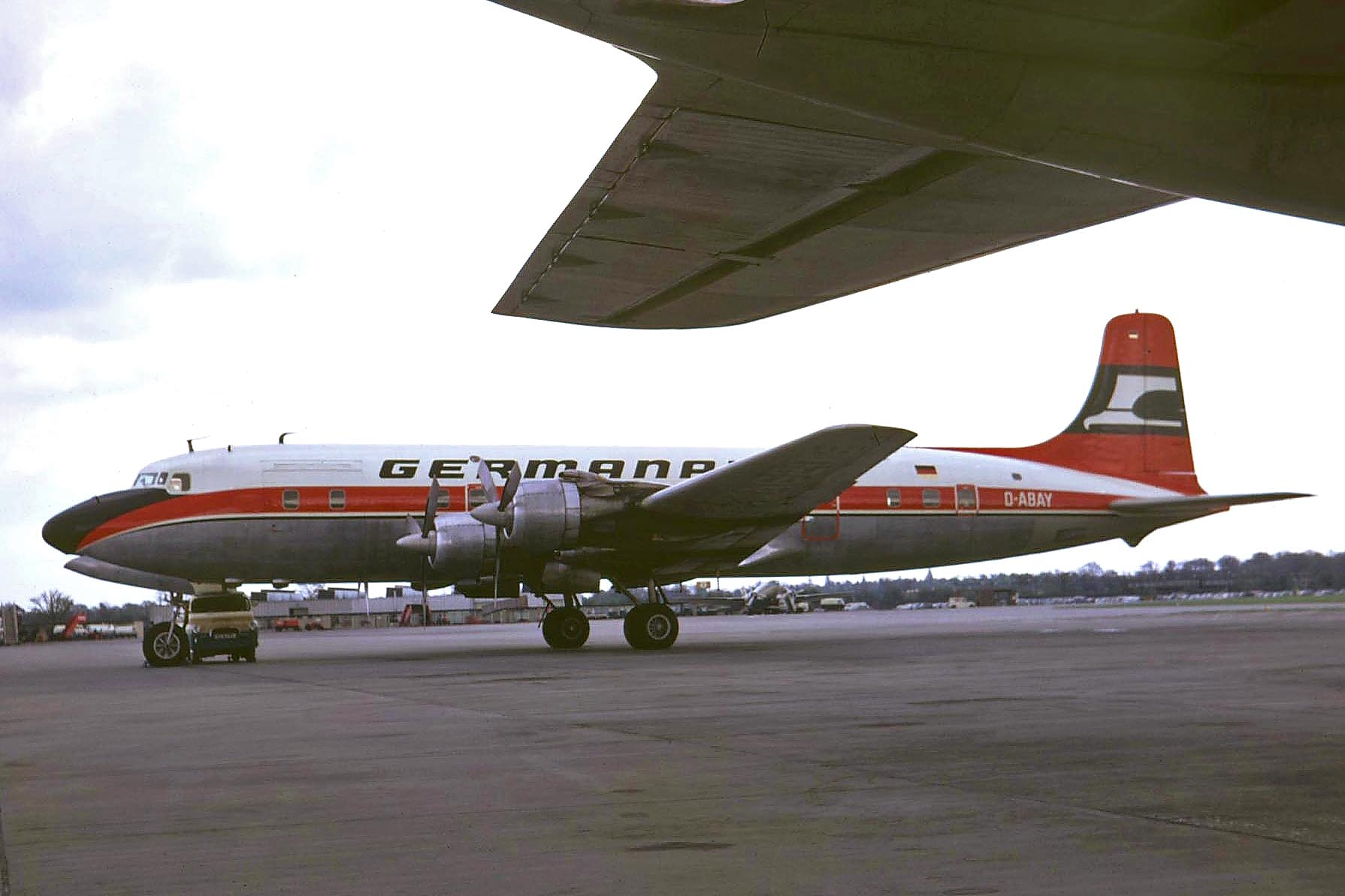
Douglas DC-6 Germanair, London Gatwick 1969

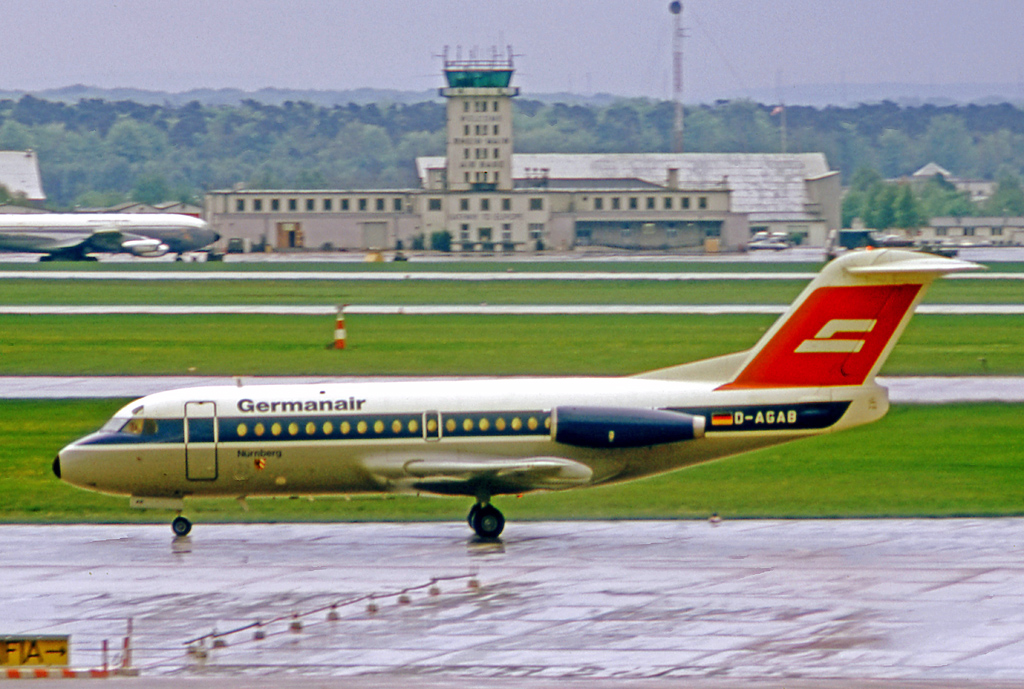
Fokker F28 Germanair, Frankfurt 1973

Germanair var ett tyskt flygbolag baserat på Flughafen Frankfurt som utförde charterflygningar. Flygbolaget Germanair uppstod ur Südwestflug GmbH, som grundades i Baden-Baden 1964. Bolaget bytte namn till Germanair den 1 september 1968.
Den 1 mars 1977 gick företaget samman med Bavaria Fluggesellschaft och bildade Bavaria Germanair.

## Flotta
Plan som ingått i flottan:
- Airbus A300
- BAC 1-11
- Douglas DC-6
- Douglas DC-9-15
- Fokker F28-1000

## Källhänvisningar